# Haderonia
Haderonia is een geslacht van vlinders van de familie Uilen (Noctuidae), uit de onderfamilie Hadeninae.

## Soorten
- H. arschanica Alphéraky, 1882
- H. culta Moore, 1881
- H. iomelas Draudt, 1950
- H. proximoides Wiltshire, 1982
- H. subarschanica Staudinger, 1895
- H. sukharevae Varga, 1974
- H. thermolimna Boursin, 1964